# 松平乗羨
松平 乗羨（まつだいら のりよし）は、江戸時代後期の大名。三河国奥殿藩6代藩主。真次流大給松平家9代。官位は従五位下・縫殿頭。

## 生涯
寛政2年（1790年）12月23日、4代藩主・松平乗友の長男として江戸で誕生。父の隠居後に誕生したため、5代藩主は叔父・乗尹が継いでいた。寛政11年（1799年）6月5日、乗尹の養子となる。享和2年（1802年）12月6日、乗尹の隠居により家督を継いだ。文化3年（1806年）9月15日、11代将軍・徳川家斉に拝謁する。
しかし藩政の実権は文政7年（1824年）まで隠居していた実父・乗友が掌握していたため、飾りの藩主に等しかった。文化3年（1806年）12月15日に従五位下・縫殿頭に叙位・任官する。その後は幕命により江戸城御門番役や二条城在番、大番頭などを歴任した。
文政10年（1827年）8月23日に江戸で死去。享年38。跡を長男・乗利が継いだ。

## 系譜
父母
- 松平乗友（実父）
- 松平乗尹（養父）

正室
- 池田政恭の養女

子女
- 松平乗利（1811-1854）生母は正室
- 媛 ー 有馬頼徳養女、有馬氏貞正室
- 吉田某室